# گمینا رابکا-زدروی
گمینا رابکا-زدروی (به لهستانی:  Gmina Rabka-Zdrój) یک گمینا در لهستان است که در شهرستان نوو تارگ واقع شده‌است. گمینا رابکا-زدروی ۶۹٫۰۲ کیلومتر مربع مساحت و ۱۷٬۱۹۰ نفر جمعیت دارد.

## خواهرخوانده
شهر شاتو-گونتیه خواهرخواندهٔ گمینا رابکا-زدروی هست.